# ألبرت بانكس
ألبرت بانكس (10 ديسمبر 1883 في أستراليا - 5 يوليو 1930) (بالإنجليزية: Albert Banks)‏ هو لاعب كريكت أسترالي.

## وصلات خارجية
- ألبرت بانكس على موقع إي آس بي آن كريك إنفو (الإنجليزية)